# Az Egyesült Államok haditengerészetének hírszerzése
Az Egyesült Államok haditengerészetének hírszerző szolgálata (Office of Naval Intelligence, ONI) kettős alárendeltségben, az Amerikai Védelmi Minisztérium és a Védelmi Hírszerző Ügynökség irányításával tevékenykedik. Az amerikai Hírszerző Közösség tagja. Feladata haditengerészeti információk szerzése és ezek gyors eljuttatása a döntéshozókhoz.
Munkatársai között aktív szolgálatot teljesítők, tartalékosok és polgári szakértők vannak. Fontos feladata a potenciális ellenfelek haditengerészeti egységei (hajók, tengeralattjárók, repülőgépek) mozgásának folyamatos követése a meglepetésszerű támadás kizárása érdekében. Működési területe még az információszerzés a fegyverekről, fegyverrendszerekről, ezek proliferációjáról és a nemzetbiztonságilag veszélyes tengeri csempészetről és más illegális tevékenységekről.

## Története

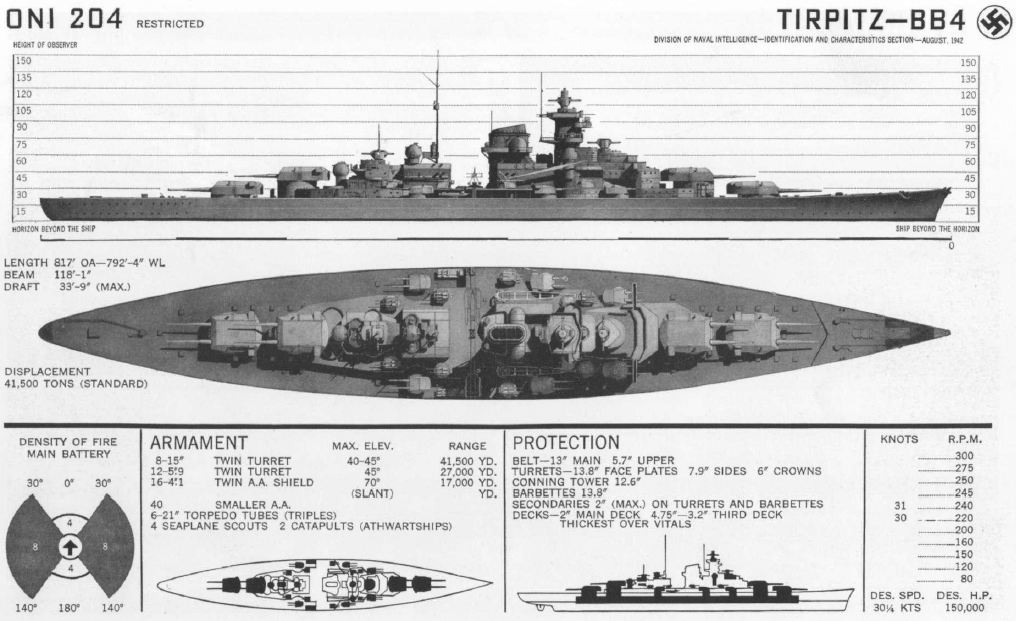
A Tirpitz német csatahajó ONI által készített rajza

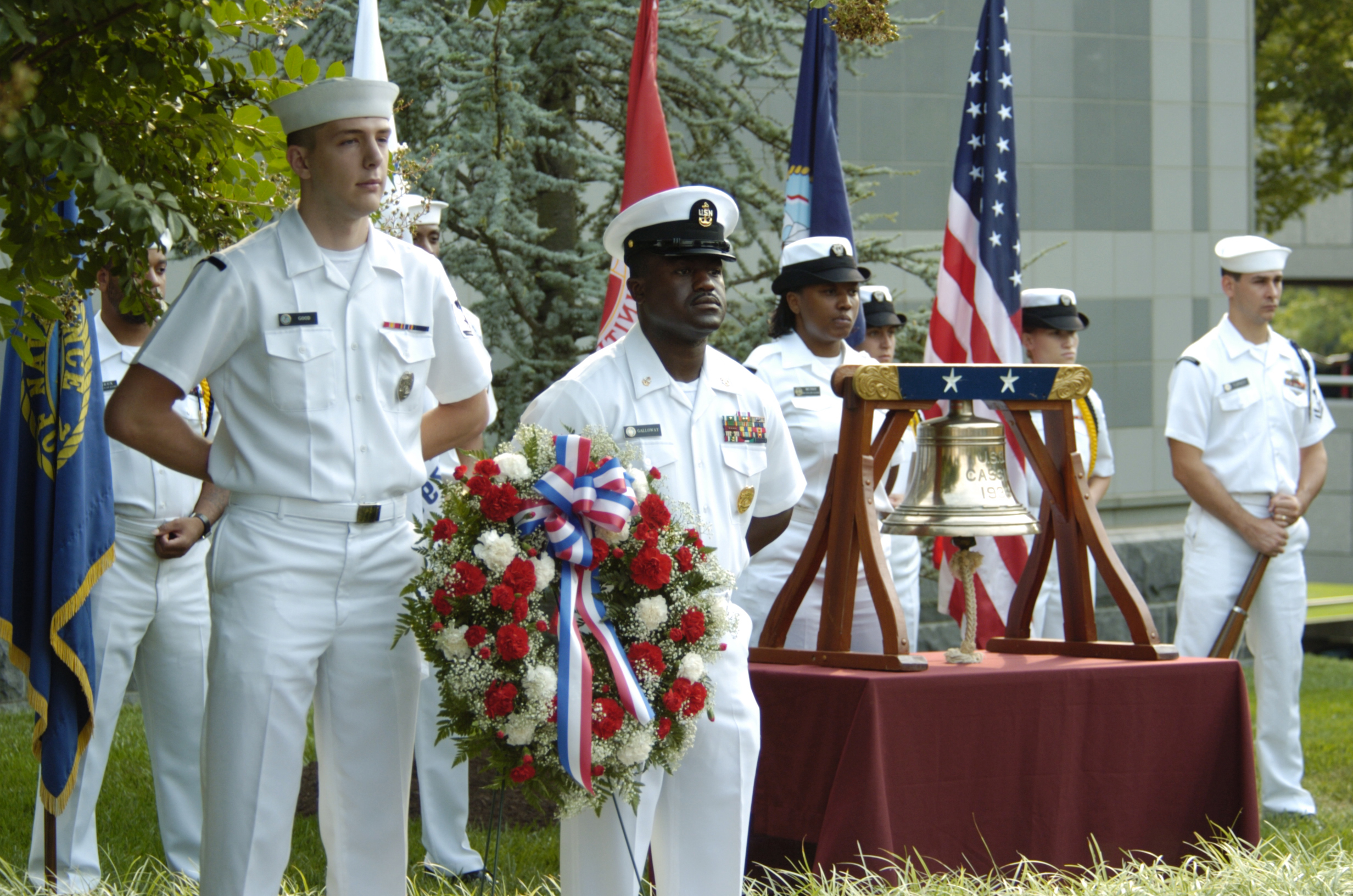
A haditengerészeti hírszerzés tengerészei a 2001. szeptember 11-ei terrortámadások megemlékezésén

Az polgárháború befejezése után az Amerikai Egyesült Államok kormányzata csak az 1880-as években ismerte fel, hogy az országnak szüksége van modern haditengerészetre. A meginduló munka egyik főszereplője Theodorus Bailey Myers Mason hadnagy volt, aki síkraszállt egy haditengerészeti hírszerző egység kialakítása érdekében is, majd az új szervezet, az ONI vezetője lett.
Az ONI haditengerészeti attasékat küldött a vezető nagyhatalmakhoz, hogy olyan információkat gyűjtsenek, amelyek alkalmasak lehetnek az amerikai haditengerészet modernizálására. A szervezet így nagy szerepet játszott az addig főleg fából épült hajókból álló amerikai hajóhad világszínvonalúra fejlesztésében.
1916-ban, az első világháború idején a kongresszus jóváhagyta az ONI költségvetésének, személyi állományának jelentős fejlesztését, és feladatául szabta az amerikai kikötők védelmét is az ellenséges titkosszolgálati és diverziós behatolástól. Az ONI megkezdte a rádióösszeköttetések és a levélforgalom megfigyelését is a titkos katonai információk kiszivárgásának megakadályozása érdekében. 
A második világháború idején a szervezet további jelentős fejlődésnek indult. Egyik részlege, a Special Activities Branch létfontosságú információkat szerzett be a német U-boat technológiáról és műveletekről a hadifoglyok kihallgatása révén. Az ONI ezerszámra készítette az ellenséges hajók és repülők felismeréséhez szükséges képeket és kézikönyveket a haderő számára. A fényképeket kiértékelő központja ilyen szakértelmű személyzetet képzett ki a flotta számára, valamint hírszerző iskolákat működtetett.
A második világháború befejeződése után, 1946-ban a harci felderítő egységek helyébe megalakították a műveleti hírszerző részleget Operational Intelligence Section. Az 1957-ben létrehozott Navy Field Operational Intelligence Office (NFOIO), a hidegháború körülményei között kamatoztatta az ellenséges flották mozgásának rádióelektronikai (SIGINT) megfigyelésében szerzett világháborús tapasztalatokat. 
Új lendületet kapott a tudományos-technikai fejlődés is. Már 1945-től alkalmaztak civil szakértőket ilyen célokra. Az egyik legfontosabb szakterület az akusztikus hírszerzés volt, az ellenséges tengeralattjárók megfigyelése érdekében. A stratégiai nukleáris rakétákkal felszerelt szovjet tengeralattjárók követésére hozták létre a Sound Surveillance System (SOSUS) rendszert. 1968-ban és 1972-ben további szervezeti változtatásokra került sor. (Navy Scientific and Technical Intelligence Center – NAVSTIC, majd Navy Reconnaissance and Technical Support Center – NRTSC).
A hidegháború idején építette ki az ONI a szonárral felszerelt bójákból álló, gigantikus globális óceán-megfigyelő rendszerét (Ocean Surveillance Information system – OSIS). Ez a Hírszerző Közösség más szervezeteinek és a szövetségesek főleg part-menti radar-eszközeinek együttműködésével folyamatosan követhette az ellenséges flották és tengeralattjárók mozgását.
További átszervezések eredményeképpen az ONI 1993-ban új központba költözött, együtt az Egyesült Államok Parti Őrségének hírszerzésével (U.S. Coast Guard Intelligence Coordination Center), valamint az Egyesült Államok tengerészgyalogságának hírszerzésével (Marine Corps Intelligence Activity). Az új központi intézmény neve National Maritime Intelligence Center (NMIC) lett.
A nagy sikerek mellett a szervezet kudarcokat is elszenvedett. 2006-ban például egy kínai tengeralattjáró hosszabb ideig észrevétlenül követte egy amerikai repülőgép-hordozó harccsoport útját és tevékenységét. Ez az amerikaiak tudomása szerint a szovjeteknek annak idején soha nem sikerült, és a kínaiakat még kevésbé tartották képesnek ilyen akcióra.

## Szervezete
A haditengerészet hírszerzése szerves része a Hírszerző Közösségen belül a katonai hírszerző ügynökségek csoportjának. Megszerzett információi eljutnak a hadműveleti egységekhez, a Védelmi Minisztériumhoz, és a többi országos hatáskörű nemzetbiztonsági szolgálat tengerészeti hírigényének kielégítése is a feladata. A Haditengerészeti Biztonsági Csoport (Naval Security Group - NSG) rádióelektronikai hírszerzést folytat (SIGINT).
Az ONI szakemberei tanulmányozzák és elemzik az idegen felszíni hadihajók tervezését és konstrukcióját, akusztikus információgyűjtés útján az idegen szenzorrendszereket, óceáni figyelő rendszereket, az idegen tengeralattjárók támaszpontjait és a tengeralatti fegyverrendszereket. Az ONI adatokat szolgáltat a haditengerészeti légierő részére az ellenséges tengerészeti rakéta- és harcászati repülő kapacitásról.
A szervezet adatokat gyűjt a nemzetközi tengeri kereskedelmi konfliktusokról, a tengeri kábítószer-kereskedelemről, tiltott halászatról, az óceánok vizének radioaktív szennyezéséről, a fegyverkereskedelemről, a kalózkodásról és a tengeri terrorizmusról.
Az ONI laboratóriumai részt vesznek az új fegyverrendszerek és hatékony ellenlépések kifejlesztésében is.

## A haditengerészet titkosszolgálatának nevezetessé vált tagjai
- George P. Bush, George W. Bush elnök unokatestvére
- Eric Garcetti, Los Angeles polgármestere
- Mark Kirk, Illinois állam szenátora
- Edwin T. Layton, amerikai rejtjelfejtő a második világháború idején
- Mark Lippert, az amerikai védelmi miniszter kabinetfőnöke
- Joseph Rochefort, amerikai rejtjelfejtő a második világháború idején
- John Paul Stevens, a Legfelsőbb Bíróság bírája
- Byron White, a Legfelsőbb Bíróság bírája
- Bob Woodward, a The Washington Post oknyomozó riportere
- Faragó László hadtörténész
- W. Allyn Rickett sinológus

## Fordítás
- Ez a szócikk részben vagy egészben  az   Office of Naval Intelligence című angol Wikipédia-szócikk ezen változatának fordításán alapul.  Az eredeti cikk szerkesztőit annak laptörténete sorolja fel. Ez a jelzés csupán a megfogalmazás eredetét és a szerzői jogokat jelzi, nem szolgál a cikkben szereplő információk forrásmegjelöléseként.